# Drum cadence

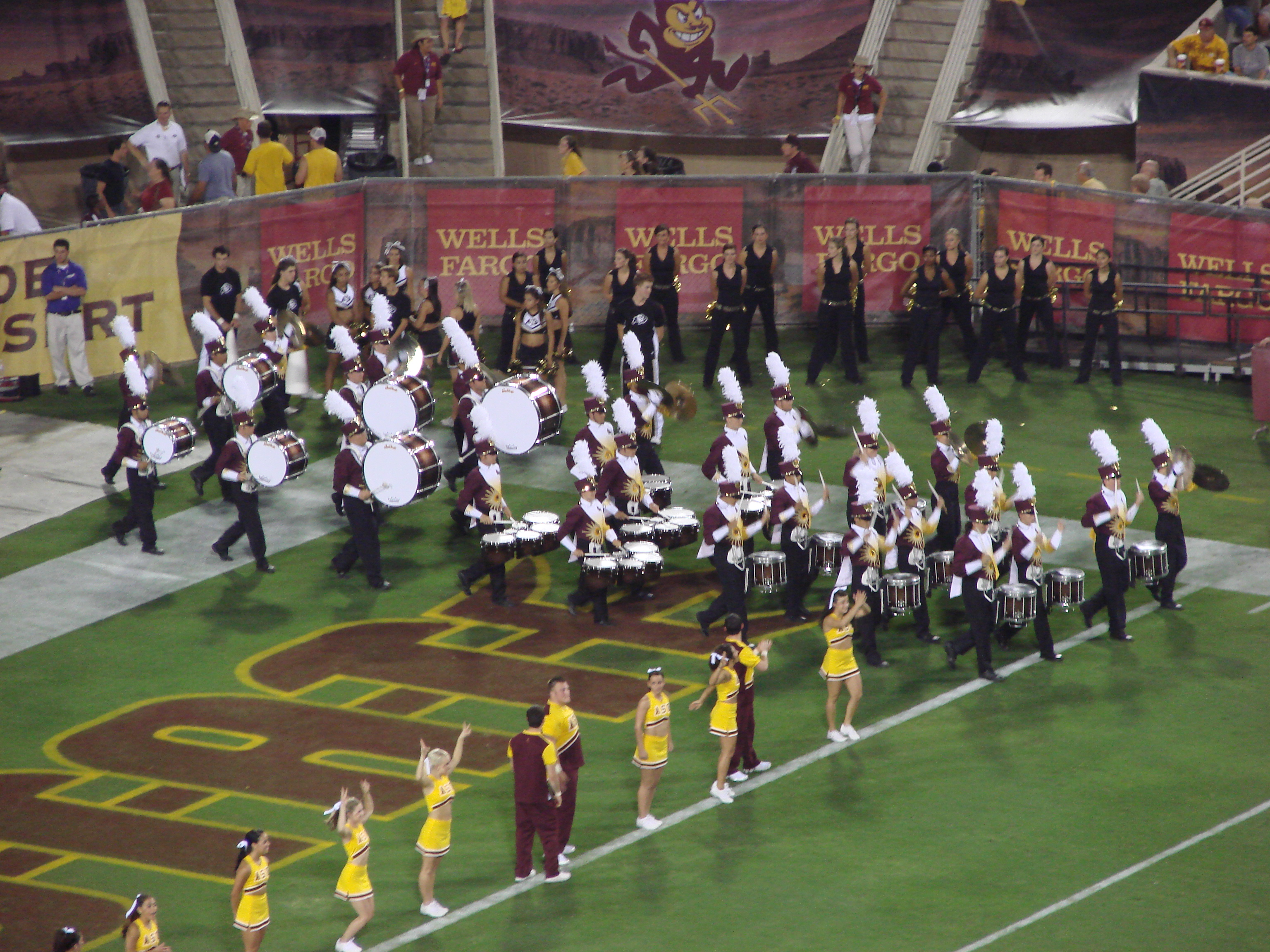
Drum cadence uitvoering

In de muziek is een drum cadence (ook wel street beat genoemd) een muziekstuk dat enkel gespeeld wordt door het slagwerkonderdeel van een fanfare. Deze stijl is afkomstig van vroege militaire marsen en is gerelateerd aan militaire cadansen, aangezien beide een manier zijn om een ritme te verzorgen terwijl een mars plaatsvindt. Normaliter heeft elk instrument een onderdeel dat een specifiek geluid van een drumstel nabootst.
Volgens de Hiro Songsblog is een drum cadence een 'trommelstuk gespeeld in een fanfare door de uitvoeringen heen'.
Cadences gebruiken de vier standaard drumstrokes en vaak ook een rudiment. Ze hebben een verschillende moeilijkheidsgraad, variërend van simpele (accent)patronen tot complexe ritmes met gemengde rudimenten.
Marspercussie bestaat veelal uit de kleine trom, de timp tom, cymbalen en de bass drum. Ook wordt er weleens een pauk gebruikt.

## Verder lezen
- Maroni, Joe (2008). The Drum Cadence Book. ISBN 978-0-7866-3391-3.